# VIS Žeteoci
VIS Žeteoci, hrvatski glazbeni sastav. Izvođači su duhovne glazbe.
Sviraju od 1966. godine. Počeli su svirati i pjevati za svoje kolege u Bogosloviji, a poslije su nastupali i drugdje. Čine ga studenti Katoličkog bogoslovnog fakulteta u Zagrebu: Mijo Gabrić (bubanj), Mijo Bergovec (orgulje i solo-gitara), Mato Dukić (ritam-gitara) i Valent Bogadi (bas-gitara). Djelovali su krajem 1960-ih i početkom 1970-ih. Održali su oko 250 koncerata po domovini i inozemstvu (Austrija, Italija, Njemačka, Švicarska, Francuska, Engleska, SAD i Kanada). Zadnji su put nastupili 1971. na Marijanskom kongresu u Mariji Bistrici. 
Spadaju u izvođače koji su krajem 6o-ih i početkom 70-ih počeli stvarati nešto novo u svijetu glazbe, osobito duhovne.
Jedna su od najzanimljivijih pojava hrvatskog rocka šezdesetih. Nastali su kao proizvod koncilske obnove i kratkotrajne liberalizacije hrvatskoga društva u Jugoslaviji počelog 1966. a nasilno okončane gušenjem hrvatskog proljeća 1971. godine. U tom je razdoblju društvo hvatalo zaostatke sa zapadnim glazbenim tokovima. U tome se našlo sveopće prihvaćanje rocka, dotad smatrane pokvarenom imperijalističkom glazbom. Protiveći stav osobito je podupirala pravovjerna konzervativna komunistička struja. Premda je i u konzervativnim katoličkim krugovima rock smatran nečim "što je vragu iz torbe ispalo", jednim električnim smjemeništarcima, studentima teologije i budućim crkvenim uglednicima to nije smetalo. Tvrdokornim komunistima izgledalo je da se svijet urušava kad se snimio rock album koji su k tome izvodili budući svećenici, članovi VIS-a Žeteoci, ili izvorni Bijeli kolari: Mijo Gabrić (1943.) bubnjar i kolovođa, gitarist Valent Bogadi (zamijenio je Josipa Pustičkog), orguljaš Mijo Bergovec i basist i pjevač Mato Dukić. Uspjeh objave albuma tim je veći jer su diskografi za vrijeme socijalističke Jugoslavije bili općenito tvrdi prema rocku, od samih začetaka rocka i u Hrvatskoj i općenito u ostalim republikama ondašnje Jugoslavije.
Njihov LP To nije tajna iz 1969. drugi je objavljeni rock LP snimljen na hrvatskome. Objavio ga je Glas Koncila na prešama Jugotona, u produkciji maestra Gotovca. Album je bio ukorak sa svjetskim glazbenim tijekovima. Karakterizira ga kršćanska hipijevština. Poput ostatka domaćega rocka 1960-ih, pun je prerada i prepjeva. Postigao je potpun uspjeh. Jugoton ga je pet puta reizdao, jedno je izdanje bilo u Švedskoj. Zadnje reizdanje bilo je Croatia Recordsa 2009. godine.